# Asociación de Fútbol de Catar
La Asociación de Fútbol de Catar (en árabe:الاتحاد القطري لكرة القدم) es el organismo rector del fútbol en Catar, con sede en Doha. Fue fundada en 1960, desde 1970 es miembro de la FIFA y desde 1972 de la AFC. Organiza el campeonato de Liga y de Copa del Emir de Catar, así como los partidos de la selección nacional en sus distintas categorías.